# Сова (тижневик)
«Сова» — сатирично-літературний двотижневик, виходив 1871 в Ужгороді (3 чч.) і Будапешті (2 чч.), з гострими нападами на мадяризаторську політику єпископ С. Панковича.
Ініціатор «Сови» — посол до угорського сейму Е. Грабар, редактор В. Кимак. Співробітники: Анатолій Кралицький, І. Сильвай, Кирило Сабов та ін.